# Kurubarahalli, Tarikere
Kurubarahalli là một làng thuộc tehsil Tarikere, huyện Chikmagalur, bang Karnataka, Ấn Độ.